# Xã Ganeer, Quận Kankakee, Illinois
Xã Ganeer (tiếng Anh: Ganeer Township) là một xã thuộc quận Kankakee, tiểu bang Illinois, Hoa Kỳ. Năm 2010, dân số của xã này là 3.215 người.